# Le Retour au foyer
Pour plus de détails, voir Fiche technique et Distribution.
Le Retour au foyer (ou Les Larmes de l'enfant) est un film muet français réalisé par Georges Denola, sorti en 1911.

## Fiche technique
- Titre : Le Retour au foyer
- Titre de travail : Les Larmes de l'enfant
- Réalisation : Georges Denola
- Scénario : Théodore Thalès
- Photographie :
- Montage :
- Société de production : Société cinématographique des auteurs et gens de lettres (S.C.A.G.L.)
- Société de distribution : Pathé frères
- Pays d'origine :  France
- Langue : film muet avec les intertitres en français
- Métrage : 245 mètres
- Format : Noir et blanc — 35 mm — 1,33:1 — Muet
- Genre : Film dramatique
- Durée : 8 minutes
- Dates de sortie : 
  -  France : 10 mars 1911

## Distribution
- Théodore Thalès dit le mime Thalès : Jourdan
- Madame Massilia : Madame Jourdan
- Maria Fromet : l'enfant
- Gaston Sainrat
- Fernand Tauffenberger
- Henriette Moret
- Gabrielle Chalon
- Jeanne Fromet